# Miniopterus sororculus
Miniopterus sororculus — вид ссавців родини лиликових.

## Проживання, поведінка
Країна поширення: Мадагаскар. Проживає від 40 до 2200 м над рівнем моря. Лаштує сідала в неглибоких печерах і в скелястих оголеннях. Мешкає в лісах та саванах.

## Загрози та охорона
Немає відомих загроз до цього виду. В даний час немає відомих записів з охоронних територій.